# Liga Nacional de Fútbol de Honduras
Liga Nacional de Fútbol de Honduras este un campionat de fotbal din zona CONCACAF. Sezonul este împărțit în Apertura (toamna) și Clasura (primăvara).

## Echipele sezonului 2010-11
| - Deportes Savio (Santa Rosa de Copán) - Hispano (Comayagua) - Marathón (San Pedro Sula) - Motagua (Tegucigalpa) - Necaxa (Tegucigalpa) (nou-promovată) | - Olimpia (Tegucigalpa) - Platense (Puerto Cortés) - Real España (San Pedro Sula) - Victoria (La Ceiba) - Vida (La Ceiba) |

## Titluri după club
| Club             | Campion | Vice-campion |
| ---------------- | ------- | ------------ |
| Olimpia          | 23      | 15           |
| Motagua          | 11      | 9            |
| Real España      | 9       | 10           |
| Marathón         | 8       | 11           |
| Vida             | 2       | 3            |
| Platense         | 2       | 3            |
| Victoria         | 1       | 1            |
| Universidad      | 0       | 2            |
| Atlético Morazán | 0       | 1            |
| Petrotela        | 0       | 1            |
| Total            | 56      | 56           |

## Performanțele echipelor
| Poz | Echipa           | MJ   | V   | E   | Î   | GM   | GP   | G    | Pct  |
| --- | ---------------- | ---- | --- | --- | --- | ---- | ---- | ---- | ---- |
| 1   | C.D. Olimpia     | 1283 | 632 | 442 | 209 | 1855 | 1007 | +848 | 1706 |
| 2   | C.D. Motagua     | 1283 | 516 | 442 | 325 | 1586 | 1227 | +359 | 1474 |
| 3   | Real C.D. España | 1283 | 490 | 441 | 352 | 1572 | 1255 | +317 | 1421 |
| 4   | C.D. Marathón    | 1283 | 492 | 436 | 355 | 1687 | 1362 | +325 | 1420 |
| 5   | C.D. Platense    | 1254 | 402 | 445 | 407 | 1421 | 1405 | +16  | 1249 |
| 6   | C.D.S. Vida      | 1283 | 379 | 461 | 443 | 1372 | 1556 | −184 | 1219 |
| 7   | C.D. Victoria    | 1084 | 327 | 390 | 367 | 1203 | 1300 | −97  | 1044 |
| 8   | Pumas UNAH       | 796  | 202 | 281 | 313 | 690  | 901  | −211 | 685  |
| 9   | C.D. Broncos     | 399  | 105 | 146 | 148 | 369  | 472  | −103 | 356  |
| 10  | Real Maya        | 247  | 54  | 95  | 98  | 231  | 296  | −65  | 203  |

## Cota golurilor
| Gol   | Marcator                          | Club           |
| ----- | --------------------------------- | -------------- |
| 1     | Pedro Deras                       | Honduras       |
| 100   | Carlos "Calistrín" Suazo Lagos    | Olimpia        |
| 500   | Raúl "Ratabú" Peri                | Real España    |
| 1000  | Reynaldo Castro Gil               | Platense       |
| 2000  | José Luis Cruz Figueroa           | Motagua        |
| 3000  | Hermenegildo Orellana del Vida    | Vida           |
| 4000  | José Edelmín "Pando" Castro       | Real España    |
| 5000  | José Enrique "Palanca" Mendoza    | Vida           |
| 6000  | Rolando "Pipo" Valladares         | Vida           |
| 7000  | Juan Manuel "Nito" Anariba        | Real España    |
| 8000  | Luis Orlando "Caralampio" Vallejo | Real España    |
| 9000  | Nahum Alberto Espinoza            | Olimpia        |
| 10000 | Alex Pineda Chacón                | Olimpia        |
| 11000 | Gustavo Fuentes                   | Platense       |
| 12000 | Reynaldo Tilguath                 | Platense       |
| 13000 | Erick Vallecillo                  | Real España    |
| 14000 | Oscar Torlacoff                   | Motagua        |
| 15000 | Jorge Lozano                      | Deportes Savio |